# Patricia Leonard
Pour les articles homonymes, voir Leonard.
Patricia Leonard, née le 9 mars 1936 à Stoke-on-Trent (Royaume-Uni) et morte le 28 janvier 2010, est une actrice et chanteuse d'opéra britannique. Elle est surtout connue pour ses rôles de mezzo-soprano et contralto dans les Savoy Operas qu'elle a tenus avec la D'Oyly Carte Opera Company.

## Filmographie

### comme actrice
(mars 2010).
- 1938 : Red Peppers (téléfilm) : Lily Pepper
- 1939 : More Fun and Games! (téléfilm)
- 1939 : A Ship in the Bay (téléfilm)
- 1973 : H.M.S. Pinafore (téléfilm) : Chorus - contralto
- 1983 : The Best of Gilbert and Sullivan (vidéo)
- 2000 : Together Again: A Tribute to Kenneth Sandford, John Reed, and Thomas Round (vidéo) : Voice (archive) / Presenter / Pitti-Sing 1 / Baroness Von Krakenfeldt / Hebe 3 / Champagne Medley 2
- 2000 : Trial by Jury (téléfilm) : The Counsel for the Plaintiff
- 2001 : The Pirates of Penzance (téléfilm) : Ruth
- 2001 : H.M.S. Pinafore (téléfilm) : Mrs. Cripps

### comme scénariste
- 2000 : Together Again: A Tribute to Kenneth Sandford, John Reed, and Thomas Round (vidéo)